# 1931年4月18日日食
1931年4月18日日食是一次日偏食，發生於1931年4月18日（西半球大多為4月17日）。新月當天（即朔日），地球上觀測到月球和太阳的角距離極小，此時月球如果恰好在月球交點附近，穿過太阳和地球之間，與地球、太阳接近一直線，則會出現日食。由於月球偏北或偏南，本影及偽本影從地球以北或以南經過而未接觸地表，只有半影覆蓋了地球北端或南端部分區域，形成日偏食。此次日偏食月球偏北，出現在亚洲中東部、北美洲北部及周邊部分地區。

## 日食概況

### 出現區域
本次日偏食可在中南半島北部、中國除南部沿海外的絕大部分、朝鲜半岛、南亚北部、苏联中東部（今俄罗斯北部和中東部、中亚中東部）、格陵兰北部、加拿大北部看到。依时区不同，亚洲、欧洲大多在4月18日看到日食，北美洲在4月17日看到日食，格陵兰北部還有部分處於極晝的區域日食從4月17日深夜持續到4月18日凌晨。

### 基本參數
- 類型：日偏食
- 食分最大處（位於苏联彼爾姆州東北部（今屬俄罗斯彼爾姆邊疆區東北部））資料：
  - 時間：1931年4月18日0:45:11
  - 地點：61°30′N 58°54′E / 61.5°N 58.9°E
  - 食分：0.5107（日食帶內最大）[3]

## 相關的日食

### 1928-1931年的日食
月球交替位於相對的月球交點時，以半個交點年（食年），即約177天又4小時間隔出現下列日食。
註：1928年6月17日的日偏食屬於上一組交點年系列。1931年9月12日的日偏食屬於下一組交點年系列。
| 升交點   | 升交點                   |          | 降交點                    | 降交點 |
| 沙羅周期 | 地圖                     | 沙羅周期 | 地圖                      |        |
| 117      | 1928年5月19日 全食       | 122      | 1928年11月12日 偏食（北） |        |
| 127      | 1929年5月9日 全食        | 132      | 1929年11月1日 環食        |        |
| 137      | 1930年4月28日 全環食     | 142      | 1930年10月21日 全食       |        |
| 147      | 1931年4月18日 偏食（北） | 152      | 1931年10月11日 偏食（南） |        |

### 沙羅周期
沙羅周期長度為18年11天。本次日食屬於沙羅周期147，共包含80次日食，依次為1624年10月12日至1985年5月19日的21次日偏食、2003年5月31日至2706年7月31日的40次日環食、2724年8月11日至3049年2月24日的19次日偏食，總共歷時1424.38年。本周期並無日全食。
下表列舉了1901年至2100年間發生的屬於該周期的11次日食，是第17至27次：
| 17            | 18            | 19            |
| ------------- | ------------- | ------------- |
| 1913年4月6日  | 1931年4月18日 | 1949年4月28日 |
| 20            | 21            | 22            |
| 1967年5月9日  | 1985年5月19日 | 2003年5月31日 |
| 23            | 24            | 25            |
| 2021年6月10日 | 2039年6月21日 | 2057年7月1日  |
| 26            | 27            |               |
| 2075年7月13日 | 2093年7月23日 |               |

## 資料來源
1. ↑  樊忠玉. . 中国天文科普网.   [2016-03-30]. （原始内容存档于2014-09-17）.
2. ↑  Fred Espenak. . NASA Eclipse Web Site.   [2016-03-30]. （原始内容存档于2020-10-23）.（英文）
3. ↑  Fred Espenak. . NASA Eclipse Web Site.   [2016-03-30]. （原始内容存档于2020-10-27）.（英文）
4. ↑  Fred Espenak. . NASA Eclipse Web Site.（英文）

## 外部連結
- NASA日食專頁（页面存档备份，存于）（英文）
- 可見區域圖和時間統計：由弗雷德·埃斯佩納克做出的日食預報，NASA/GSFC
  - 貝塞爾元素

| \| \| 日食 \|                              |                              |                                           |
| 上一次日食： 1930年10月21日日食 （日全食） | 1931年4月18日日食 （日偏食） | 下一次日食： 1931年9月12日日食 （日偏食） |
| 上一次日偏食： 1928年11月12日日食          | 1931年4月18日日食 （日偏食） | 下一次日偏食： 1931年9月12日日食          |
|                                            | 日食                         |                                           |